# Edgeworthstown
Edgeworthstown (Mostrim en irlandais) est une ville du comté de Longford en Irlande. La ville se trouve sur le carrefour des deux axes, de la ville de Mullingar à la ville de Longford, et de la ville d'Athlone à la ville de Cavan.

## Personnalités liées à la commune
- Richard Lovell Edgeworth (1744-1817), écrivain et inventeur
- Henri Edgeworth de Firmont (1745-1807), né à Edgeworthstown, prêtre catholique
- Honora Sneyd (en) (1751-1780), femme de lettres.
- Maria Edgeworth (1767-1849), romancière et moraliste anglo-irlandaise, a vécu et est morte à Edgeworthtown.
- Frances Anne Edgeworth (en) (1769-1865), mémorialiste.
- Michael Pakenham Edgeworth (1812-1880), botaniste.
- Francis Ysidro Edgeworth (1845-1926), économiste et avocat.